# 櫻橋站 (靜岡縣)
櫻橋站（日语：／ Sakurabashi eki */?）是位於靜岡縣靜岡市清水區春日，屬於靜岡鐵道的靜岡清水線車站。車站編號為S13。

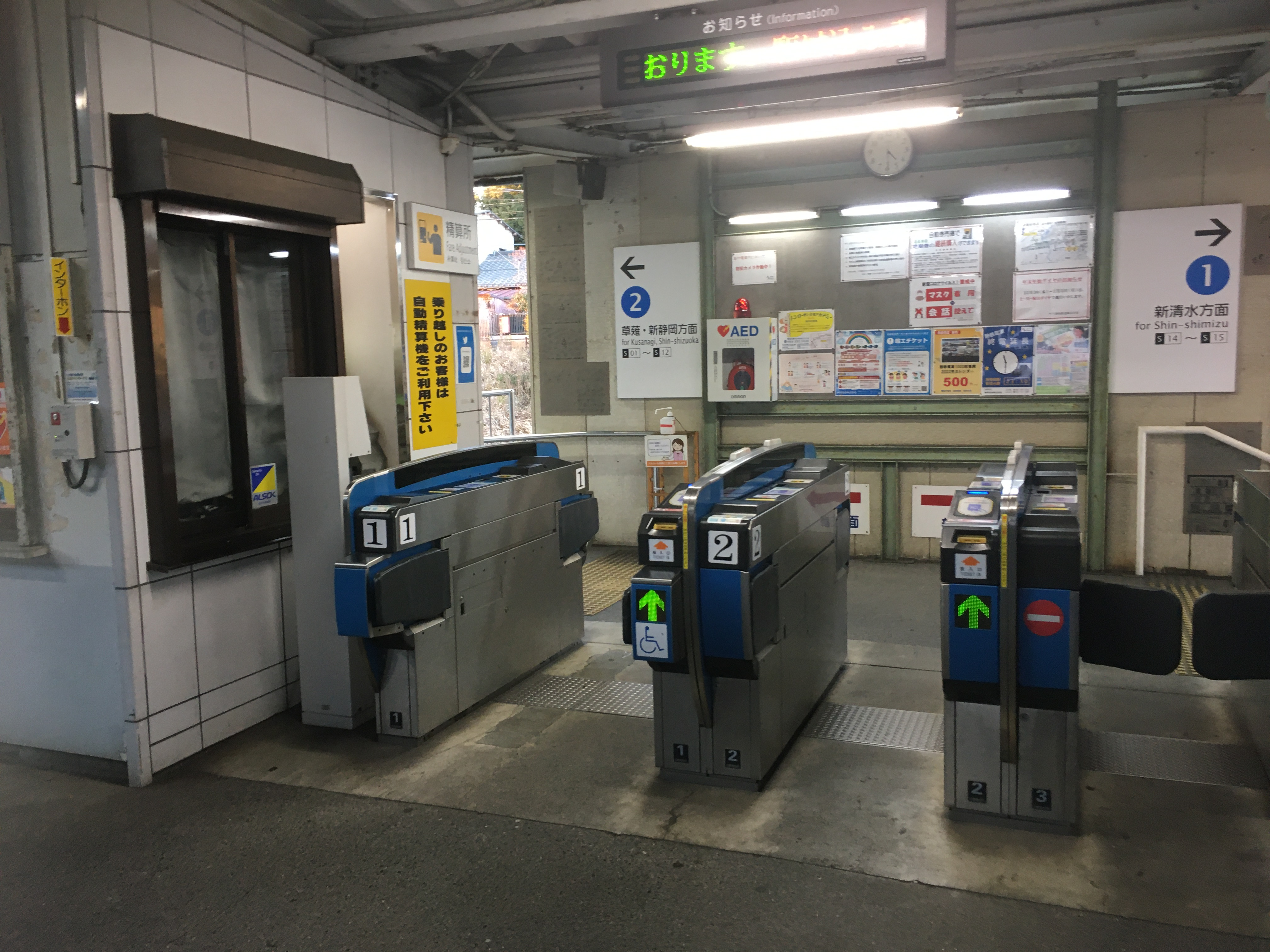
驗票閘口（2022年1月）

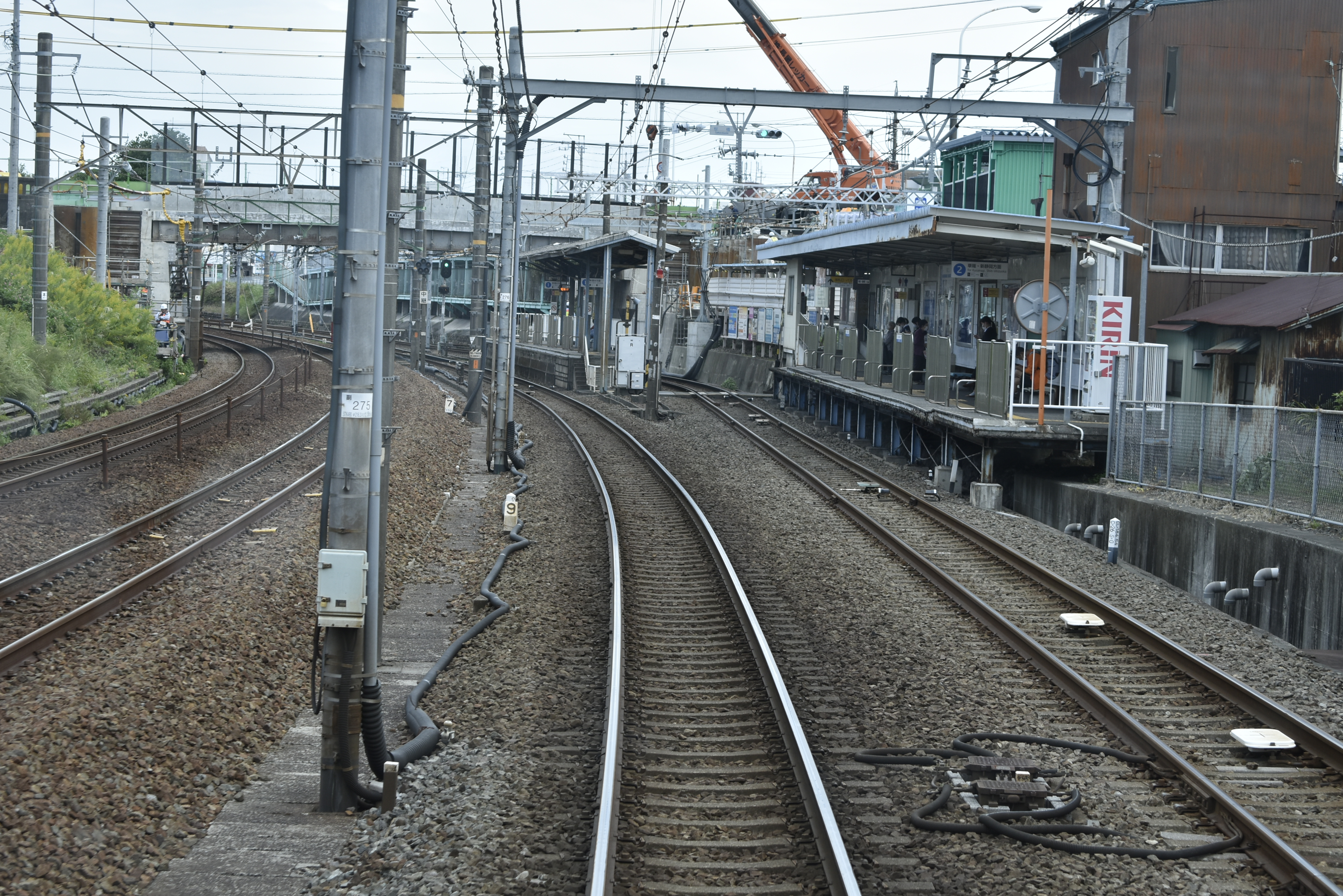
月台遠景（2020年10月）

## 歷史
在1950年（昭和25年），於此站附近並行的國鐵東海道本線上設有貨運列車發生出軌事故，出軌的列車導致東海道本線的上下行線不能通行，而靜岡清水線的下行線也受影響。當時，靜岡鐵道的靜岡清水線遊園前（現時：狐崎）站以東區間暫停營業，而餘下的上行線借給國鐵使用，以作為臨時接駁用途。在此事件後，運輸省（現時：國土交通省）向靜岡鐵道發出感謝狀。
- 1908年（明治41年）12月9日 - 車站啟用。
- 1992年（平成4年）9月1日 - 設置自動閘機（日语：自動改札機）[1]。

## 車站構造
此站是地面車站，設有1面1線的單式月台。往新清水方向的月台位於上下行線之間的狹窄空間。此站結構與靜岡鐵道的柚木站相似。兩月台之間透過站內平交道連接。往新清水方向月台在過去為一座島式月台。後來由於繁忙時間中，唯一的島式月台上有許多乘客而造成混雜，因此新設往新靜岡方向的月台，使站內的上下行線月台分離。而往新清水方向月台的支柱是位於中間的。同時當初位於車站東邊的站房已經撤走，並遷移至現時位置。
此站曾計劃設有途經駒越至三保的「三保線」（未成線）支線，該支線部分路基已經完成七成。在發生第二次世界大戰時候受到空襲影響，舊清水市受到較大傷害，支線便中止了建設；而建設許可則在1955年失效。由於路線在戰時建設，因此有較多機密內容。在受到空襲後，建設支線的書籍與文獻等都被燒毀，因此關於支線的資料有限。
在新清水一方設有緊急時使用的渡線。該渡線在發生東海地震時，預計地勢較低的地方會受到海嘯衝擊，為了避免列車駛進櫻橋至新清水之間，因此在2006年加設渡線。渡線位於鄰站入江岡站的中間位置。在東海地震的警戒宣言中，本站至新清水之間發生地震時暫停營業，列車在此站落客後以不載客列車身份前往靠近入江岡站的渡線並駛進入江岡站，然後折返至新靜岡方向後於本站上客。在個情況下，入江岡站會設有車站職員當值並車站會關閉。在設置渡線後一直沒有使用，直至2011年3月11日發生東日本大震災，發出海嘯警報後，於12日前，此站至新清水站之間暫停服務，使該渡線首次使用。

### 月台
| 月台 | 路線        | 上下行 | 方向       |
| ---- | ----------- | ------ | ---------- |
| 1    | ●靜岡清水線 | 下行   | 新清水方向 |
| 2    | ●靜岡清水線 | 上行   | 新靜岡方向 |

## 使用狀況
根據「靜岡市統計書」，2018年度一日平均乘車人次為2,337人，下車人次為2,389人。以上落人次比較，於靜岡清水線15座車站中排名第5。以下為近年上落人次列表：
| 年度               | 1日平均上落人次 | 1日平均上落人次 | 1日平均上落人次 |
| 年度               | 上車人次        | 落車人次        | 合計            |
| ------------------ | --------------- | --------------- | --------------- |
| 2002年（平成14年） | 2,100           | 2,271           | 4,371           |
| 2003年（平成15年） | 2,106           | 2,308           | 4,414           |
| 2004年（平成16年） | 2,121           | 2,341           | 4,462           |
| 2005年（平成17年） | 2,247           | 2,231           | 4,478           |
| 2006年（平成18年） | 2,135           | 2,362           | 4,497           |
| 2007年（平成19年） | 2,140           | 2,336           | 4,476           |
| 2008年（平成20年） | 2,242           | 2,179           | 4,421           |
| 2009年（平成21年） | 2,081           | 2,035           | 4,116           |
| 2010年（平成22年） | 2,177           | 2,077           | 4,254           |
| 2011年（平成23年） | 2,194           | 2,187           | 4,381           |
| 2012年（平成24年） | 2,167           | 2,222           | 4,389           |
| 2013年（平成25年） | 2,092           | 2,174           | 4,266           |
| 2014年（平成26年） | 2,116           | 2,186           | 4,302           |
| 2015年（平成27年） | 2,184           | 2,236           | 4,420           |
| 2016年（平成28年） | 2,226           | 2,273           | 4,499           |
| 2017年（平成29年） | 2,300           | 2,337           | 4,637           |
| 2018年（平成30年） | 2,337           | 2,389           | 4,726           |

## 車站周邊
- 靜岡市立清水入江小學（櫻桃小丸子的主角櫻桃子就讀的小學，當時名為「清水市立入江小學」。）
- 靜岡市立清水櫻丘高等學校（日语：静岡市立清水桜が丘高等学校）
- 靜岡市立清水中央圖書館
- 岡生涯學習交流館
- JCHO 櫻丘醫院
- 櫻橋

## 相鄰車站
靜岡鐵道
 S  靜岡清水線
■通勤急行、■急行
孤崎（S12）－櫻橋（S13）－新清水（S15）
■普通
狐崎（S12）－櫻橋（S13）－入江岡（S14）

## 注腳
1. ↑  . 交通新聞 (交通新聞社). 1992-09-04: 1 （日语）.
2. 1 2  月台方向表示採用靜鐵官方網站中此站的「時間表」為準
3. ↑  静岡市統計書 （页面存档备份，存于）（日語） - 靜岡市

## 外部連結
- 時間表、沿線資訊 - 櫻橋站 （页面存档备份，存于）（日語） - 靜鐵集團